# Municipio Obispos
El Municipio Obispos es uno de los 12 municipios que integran el Estado Barinas de Venezuela. Se encuentra ubicado al centro-oeste de Barinas, con una superficie de 1.753 km² y una población de 37.493 habitantes (censo 2011). Su capital es Obispos.
Obispos fue elevado a parroquia eclesiástica en 1783, pero todos los archivos de esta fueron destruidos durante la Independencia (1811-1823).
Cuando Barina era parte del Estado Zamora, Obispos era uno de los 7 distritos que lo conformaban.

## Parroquias
1. Obispos. Conformada por El Jobal, La Mathiera, Borburata, Caimital, Armadillo, Paraparo, Banco Arañero, La Tubería, El Tostón, Los Naranjos, Santa Cruz, Mata de Agua, Veguitas, Villa Nueva, Sabana de los Negros.
2. Los Guasimitos, constituidas por Piedras Negras, San José Obrero, El Charal, Olmedillo, El Cacao, La Arenosa, Calderitas y otros.
3. El Real, Guamito, Calzeta y Bototal.
4. La Luz, esta conformada por El Tambor, El Hurtado, La Compañía, San Lorenzo, El Franciero, La Piedra, Potreritos y otros.[6]

## Economía
El municipio cuenta con productoras de cacao.

## Política y Gobierno

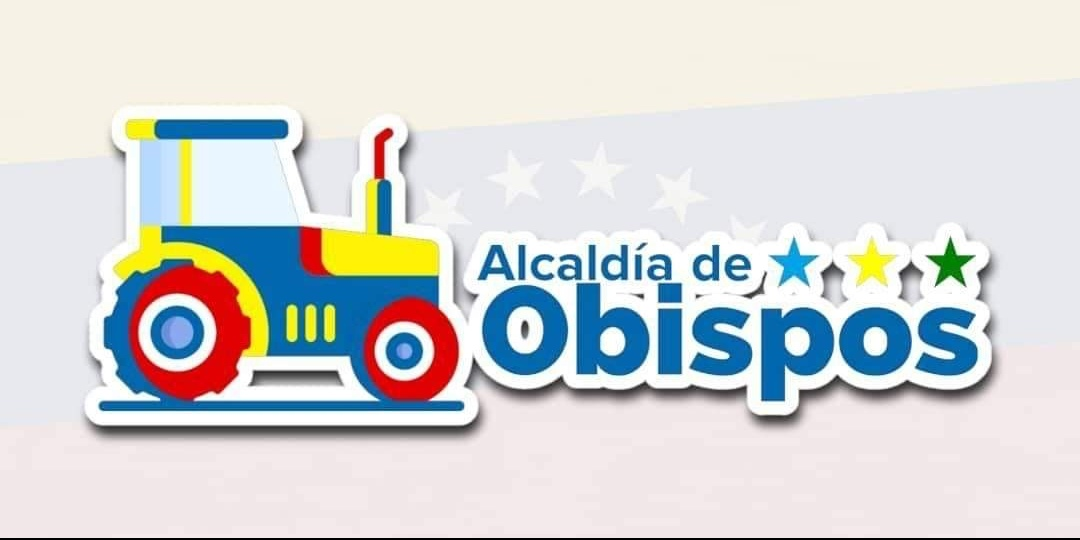
Logo de la Alcaldía (2021-2025).

### Alcaldes
| Período     | Alcalde                 | Partido político / Alianza | % de votos | Notas |
| ----------- | ----------------------- | -------------------------- | ---------- | --- |
| 1989 - 1992 | Carlos Enrique González | COPEI                      | 40,91      | Primer alcalde bajo elecciones directas |
| 1992 - 1995 | Antonio Ramón Patiño    | COPEI                      | 41,38      | Segundo alcalde bajo elecciones directas |
| 1995 - 2000 | Gilberto Figueredo      | AD                         | -          | Tercer alcalde bajo elecciones directas (se realizaron elecciones generales adelantadas en el 2000 debido a la aprobación de la Constitución de 1999) |
| 2000 - 2004 | Luis Manuel Zambrano    | MVR                        | 39,83      | Cuarto alcalde bajo elecciones directas |
| 2004 - 2008 | Luis Manuel Zambrano    | MVR                        | 53,62      | Reelecto |
| 2008 - 2013 | Alexis Avendaño         | PSUV                       | 57,04      | Quinto alcalde bajo elecciones directas (se postergan 1 año las elecciones municipales pautadas para finales del 2012)                                |
| 2013 - 2017 | Alexis Avendaño         | PSUV                       | 73,51      | Reelecto |
| 2017 - 2021 | Alexis Avendaño         | PSUV                       | 75,96      | Reelecto |
| 2021 - 2025 | José Azuaje             | MUD                        | 45,40      | Sexto alcalde bajo elecciones directas |

### Concejo municipal
Período 1989 - 1992
| Concejales:               | Partido político / Alianza |
| ------------------------- | -------------------------- |
| Eliezer García            | COPEI                      |
| Rodrigo Salas             | COPEI                      |
| Griselda Hache de Moyetón | COPEI                      |
| Mario Montilla            | COPEI                      |
| Juan Pérez Pérez          | AD                         |
| Arley Alzuru              | AD                         |
| Francisco Toro            | AD                         |

Período 1992 - 1995
| Concejales:        | Partido político / Alianza |
| ------------------ | -------------------------- |
| Mario Montilla     | COPEI                      |
| Hernan Hernández   | COPEI                      |
| Tulio Pérez        | COPEI                      |
| Omar Arias         | AD                         |
| Celina Fernández   | AD                         |
| Francisco Urdaneta | AD                         |
| Arturo Díaz        | MEP                        |

Período 1995 - 2000
| Concejales:          | Partido político / Alianza |
| -------------------- | -------------------------- |
| Ramon Marvet         | AD                         |
| José Antero Díaz     | AD                         |
| Egilda Fandiño       | AD                         |
| Gilberto Sarmiento   | AD                         |
| José Gregorio García | COPEI                      |
| Biagney Maluenga     | COPEI                      |
| José Angel Reyes     | CONVERGENCIA               |

Período 2000 - 2005
| Concejales:          | Partido político / Alianza |
| -------------------- | -------------------------- |
| Cergio Dellan        | MVR                        |
| Alexis Álvarez       | MVR                        |
| Maria de Orellana    | MVR                        |
| Suleimo Reimi        | MVR                        |
| José Antero Díaz     | AD                         |
| Jesus Vela           | AD                         |
| José Gregorio García | COPEI                      |

Período 2005 - 2013
| Concejales:     | Partido político / Alianza |
| --------------- | -------------------------- |
| Mariano Cadenas | MVR                        |
| Alexis González | MVR                        |
| Jesus Aponte    | MVR                        |
| Alba Busto      | MVR                        |
| Cergio Dellan   | MVR                        |
| Alexis Alvarez  | MVR                        |
| Suleimo Reimi   | MVR                        |

Período 2013 - 2018:
| Concejales       | Partido político / Alianza |
| ---------------- | -------------------------- |
| Jose Pinto       | PSUV                       |
| Tibisay Saavedra | PSUV                       |
| Jesús Aponte     | PSUV                       |
| Daniel Montilla  | PSUV                       |
| Suleimo Reimi    | PSUV                       |
| Yúnel Francis    | PSUV                       |
| Cergio Dellan    | PSUV                       |

Período 2018 - 2021
| Concejales       | Partido político / Alianza |
| ---------------- | -------------------------- |
| Teofilo Díaz     | PSUV                       |
| Yessica Asprilla | PSUV                       |
| Ryan Montilla    | PSUV                       |
| Marlin Patiño    | PSUV                       |
| Nelson Salina    | PSUV                       |
| Jesus Superlano  | PSUV                       |
| Yunel Francis    | PSUV                       |

Período 2021 - 2025
| Concejales:      | Partido político / Alianza |
| ---------------- | -------------------------- |
| José García      | MUD                        |
| Enzo Mencias (*) | MUD                        |
| Bigney Suárez    | MUD                        |
| Beyker Vargas    | PSUV                       |
| Belquis Puerta   | PSUV                       |
| Ruben Avendaño   | PSUV                       |
| Willian Tabares  | AD                         |

Nota (*):Enzo Mencias concejal falleció el 24 de abril de 2022 a causa de Accidente cerebro vascular.